# كتاب النشر الإلكتروني
إي-باب (بالإنجليزية: EPUB)‏
هي صيغة مفتوحة المصدر من صيغ الكتب الإلكترونية، وملحق ملفاتها: ePub مشتق من العبارة (Electronic Publication) وتعني: (النشر الإلكتروني).
وكتاب ePub عبارة عن ملف مضغوط بصيغة رموز بريد الولايات المتحدة يحوي ملفات بصيغة XML وXHTML وما يلحق بها من صور وارتباطات.

## تاريخها
EPUB أصبحت معيار رسمي للمنتدى الدولي للنشر الرقمي IDPF في سبتمبر عام 2007، وبذلك حلّت محل معايير الكتاب الإلكتروني المفتوح الأقدم.
في أغسطس عام 2009، أعلن المنتدى الدولي للنشر الرقمي IDPF أنهم سيبدؤون العمل على مهام الصيانة لمعايير EPUB. وقد حُدِّد هدفين واسعين من قبل مجموعة العمل: مجموعة من الأنشطة تحكم المعايير الحالية لـEPUB وهي (OCF, OPF, OPS)، بينما مجموعة أخرى من الأنشطة تتناول الحاجة إلى إبقاء المعايير حالية وقيد التحديث. المجموعة العالمة توقعت أن تكون نشطة خلال عام 2010. في 6 أبريل 2010 تم إعلان أن المجموعة العاملة ستكمل التحديث في أبريل 2010. وكانت النتيجة هي تعديل بسيط لـEPUB 2.0.1 والتي صححت الأخطاء والتناقضات ولكن لم تغير الوظيفة. في 2 يوليو 2010، ظهرت مسودات معايير النسخة 2.0.1 ظهرت على موقع IDPF.

## مميزاتها
- حرة
- قابلية التفاف النص
- بيانات وصفية مدمجة
- دعم سي إس إس
- دعم عرض مختلف لنفس النص
- دعم صور ثابتة و رسوميات_متجهية

## الأنظمة والقارئات الإلكترونية الداعمة
- سوني ريدر
- الأجهزة التي تعمل بنظام أندرويد (باستخدام برامج مثل: WordPlayer وFBReader وAldiko)
- نوك
- Boox
- Kindle قارئ كيندل من أمازون، باستخدام نظام Duokan أو FBReader أو Qindle
- BeBook
- Bookeen Cybook Gen3 وCybook Opus وCybook Orizon
- COOL-ER
- Cruz Reader Cruz Tablet
- Ctaindia's eGriver Ebook Reader
- eClicto
- ECTACO jetBook وECTACO jetBook Lite
- eSlick
- Hanlin eReader
- Hanvon N516, N518, N520, N526
- iPad وiPhone وآي بود تاتش (من خلال برامج مثل: دور وsReader وiFlowReader وآي بوكس(
- Digital Reader 1000
- iRiver Story
- Kobo eReader
- الحواسب اللوحية والأجهزة الكفية المعتمدة على نظام جنو/لينكس مثل Sharp Zaurus وNokia 770 وn800 ونوكيا N810 ونوكيا N900
- بلاستيك لوجيك
- PocketBook Reader